# كلوديوس جيمس ريج

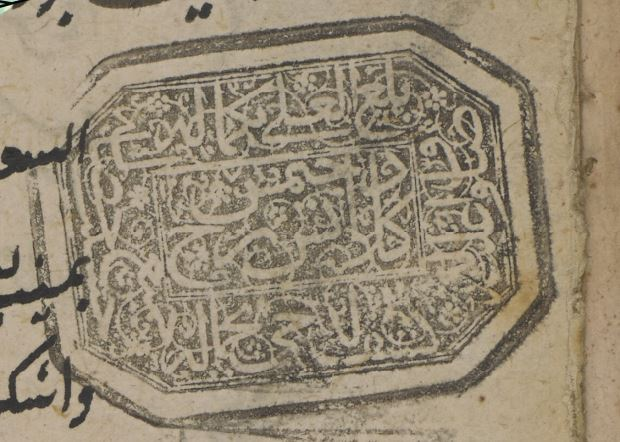
ختم ريج على مخطوط في المكتبة البريطانية.

كلوديوس جيمس ريچ (بالإنجليزية: Claudius James Rich)‏ (1787 - 1821 م) هو مستشرق، رحالة وعالم آثار إنكليزي. شغل منصب المقيم البريطاني في العراق خلال الفترة 1808 - 1821 وكان مندوبا لشركة الهند الشرقية في بغداد.
سافر إلى كردستان مع المنشئ البغدادي سنة 1820. زار قلعة الشرقاط عام 1821 م، سجل تفاصيل رحلته للمشرق ونشرتها زوجته بعد وفاته عام 1836 م. وقد نقلها إلى العربية بهاء الدين النوري. وقد جمع ريچ في فترة بقائة في العراق نحو ألف مخطوطة بالعربية والفارسية والتركية والسريانية. توفي في الرابع من تشرين الأول سنة 1821 م بمدينة شيراز بعد اصابته بوباء الكوليرا.

## آثاره
- «رحلة ريج؛ المقيم البريطاني في العراق عام 1820 إلى بغداد-كردستان-إيران»، كلوديوس جيم ريج، نقلها إلى العربية بهاء الدين النوري (الدار العربية للموسوعات، 2008 م)

Rich, Claudius James (1836), Narrative of a residence in Koordistan, and on the site of ancient Nineveh: with journal of a voyage down the Tigris to Bagdad and an account of a visit to Shirauz and Persepolis; Ed. by his widow, J. Duncan.
و قد نقلت إلى العربية باسم «رحلة ريج في العراق عام 1820، الجزء الأول: قصة المقيمية في كردستان وفي موقع نينوى القديم مع عرض لسياحة مع مجرى دجلة إلى بغداد وتقرير في زيارة شيراز وبه رسه بولس طبعتها أرملته عام 1836»، كلوديوس جيمس ريج ؛ نقلها إلى العربية بهاء الدين النوري (بغداد : مطبعة السكك الحديدية، 1951).